# Startovací komplex 4 na Vandenbergově letecké základně
Startovací komplex 4 na Vandenbergově letecké základně anglicky Space Launch Complex 4 (SLC-4) je startovací a přistávací stanoviště se dvěma rampami, které obě využívá SpaceX.
Komplex byl mezi lety 1963 a 2005 využívám pro starty raket Atlas a Titan. Sestával ze dvou startovacích ramp SLC-4W a SLC4E, které byly dříve označovány jako PALC2-3 a PALC2-4. Obě rampy byly původě postaveny pro rakety Atlas-Agena, ale později byly přestavěny pro rakety Titan. K přejmenování na SLC-4 došlo v době přestavby pro Titany.
Obě rampy v SLC-4 jsou v současné době pronajaty společnosti SpaceX. Rampa SLC-4E byla pronajata pro starty rakety Falcon 9, která odtud poprvé odstartovala 29. září 2013 po 24 měsíční rekonstrukci, která začala na začátku roku 2011. Společnosti SpaceX běží od února 2015 pětiletý pronájem rampy SLC-4W, kterou přestavěla na přistávací plochu a přejmenovala na LZ-4.

## SLC-4E

### Atlas-Agena
První start z rampy PALC2-4 se uskutečnil 14. srpna 1964, kdy z rampy odstartovala sestava Atlas-Agena D. Ta z této rampy odstartovala ještě dva a sedmkrát, naposledy 4. června 1967, poté byla rampa deaktivována.

### Titan 3D
V roce 1971 byl komplex opětovně aktivován a zrekonstruován pro použití raket Titan 3. Titan 3D provedl svůj první let z SLC-4E 15. června 1971 a vynesl satelit Hexagon KH-9. Všech 22 raket Titan 3D odstartovalo z SLC-4E, poslední 17. listopadu 1982.

### Titan 34D
Komplex byl poté zrekonstruován pro použití raket Titan 34D. Sedm Titánů 34D odstartovalo mezi 20. červnem 1983 a 6. listopadem 1988. Na rampě SLC-4E se stala jedna z nejdramatičtějších havárií v historii USA, když 18. dubna 1986 Titan 34D nesoucí družici KH-9 explodoval těsně nad rampou. Obrovský výbuch zamořil odpalovací rampu toxickým palivem, což způsobilo rozsáhlé škody. Po šestnácti měsících došlo k znovu zprovoznění rampy, ze které úspěšně odstartoval Titan 34D s družicí KH-11.

### Titan 4
Posledním typem Titanu, který z rampy startoval byl Titan 4, který odtud poprvé odstartoval 8. března 1991 se satelitem Lacrosse 2. K poslednímu startu Titanu 4B došlo 19. října 2005.

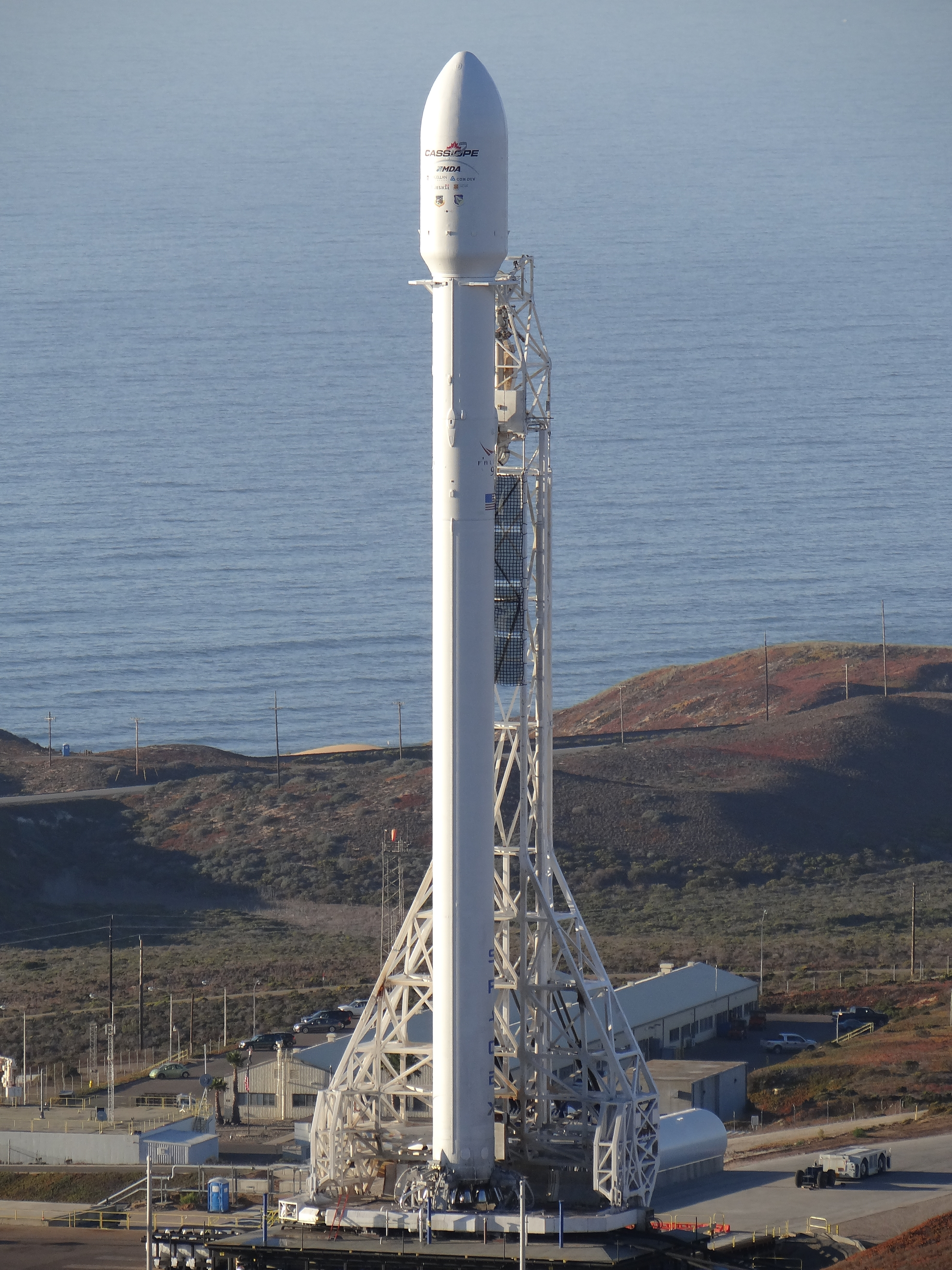
Falcon 9 připraven ke svému prvnímu startu z rampy SLC-4E, září 2013

### Falcon 9 a Falcon Heavy
Rekonstrukce rampy pro použití raket Falcon 9 a Falcon Heavy začala v roce 2011 a trvala dva roky. Demolice pevných konstrukcí a mobilních věží začala v létě 2011. Rekonstrukce byla dokončena v únoru 2013 a první Falcon 9 v1.1 odtud měl odstartovat v létě, ale start byl odložen na září 2013. Při prvním startu z této rampy vynesla raketa satelit CASSIOPE.

### Seznam letů z SLC-4E
| Datum a čas (GMT)        | Raketa              | Sériové číslo | Sériové číslo | Sériové číslo | Cílová dráha          | Mise      | Náklad                                                                                      |
| ------------------------ | ------------------- | ------------- | ------------- | ------------- | --------------------- | --------- | ------------------------------------------------------------------------------------------- |
| 8. října 1964            | Atlas SLV-3 Agena-D | 7103          | 7103          | 7103          | LEO                   | Neúspěšná | KH-7 Gambit 4012                                                                            |
| 4. prosince 1964 18:57   | Atlas SLV-3 Agena-D | 7105          | 7105          | 7105          | LEO                   | Úspěšná   | KH-7 Gambit 4014                                                                            |
| 3. dubna 1965 21:25      | Atlas SLV-3 Agena-D | 7401          | 7401          | 7401          | LEO                   | Úspěšná   | SNAPSHOT                                                                                    |
| 28. dubna 1965 20:17     | Atlas SLV-3 Agena-D | 7107          | 7107          | 7107          | LEO                   | Úspěšná   | KH-7 Gambit 4017                                                                            |
| 27. května 1965 19:30    | Atlas SLV-3 Agena-D | 7108          | 7108          | 7108          | LEO                   | Úspěšná   | KH-7 Gambit 4018                                                                            |
| 25. června 1965 19:30    | Atlas SLV-3 Agena-D | 7109          | 7109          | 7109          | LEO                   | Úspěšná   | KH-7 Gambit 4019                                                                            |
| 12. července 1965 19:00  | Atlas SLV-3 Agena-D | 7112          | 7112          | 7112          | LEO                   | Neúspěšná | KH-7 Gambit 4020                                                                            |
| 3. srpna 1965 19:12      | Atlas SLV-3 Agena-D | 7111          | 7111          | 7111          | LEO                   | Úspěšná   | KH-7 Gambit 4021                                                                            |
| 30. září 1965 19:20      | Atlas SLV-3 Agena-D | 7110          | 7110          | 7110          | LEO                   | Úspěšná   | KH-7 Gambit 4022                                                                            |
| 8. listopadu 1965 19:26  | Atlas SLV-3 Agena-D | 7113          | 7113          | 7113          | LEO                   | Úspěšná   | KH-7 Gambit 4023                                                                            |
| 19. ledna 1966 20:10     | Atlas SLV-3 Agena-D | 7114          | 7114          | 7114          | LEO                   | Úspěšná   | KH-7 Gambit 4024                                                                            |
| 15. února 1966 20:30     | Atlas SLV-3 Agena-D | 7115          | 7115          | 7115          | LEO                   | Úspěšná   | KH-7 Gambit 4025                                                                            |
| 18. března 1966 20:30    | Atlas SLV-3 Agena-D | 7116          | 7116          | 7116          | LEO                   | Úspěšná   | KH-7 Gambit 4026                                                                            |
| 19. dubna 1966 19:12     | Atlas SLV-3 Agena-D | 7117          | 7117          | 7117          | LEO                   | Úspěšná   | KH-7 Gambit 4027                                                                            |
| 14. května 1966 18:30    | Atlas SLV-3 Agena-D | 7118          | 7118          | 7118          | LEO                   | Úspěšná   | KH-7 Gambit 4028                                                                            |
| 3. června 1966 19:25     | Atlas SLV-3 Agena-D | 7119          | 7119          | 7119          | LEO                   | Úspěšná   | KH-7 Gambit 4029                                                                            |
| 12. července 1966 17:57  | Atlas SLV-3 Agena-D | 7120          | 7120          | 7120          | LEO                   | Úspěšná   | KH-7 Gambit 4030                                                                            |
| 16. srpna 1966 18:30     | Atlas SLV-3 Agena-D | 7121          | 7121          | 7121          | LEO                   | Úspěšná   | KH-7 Gambit 4031                                                                            |
| 19. srpna 1966 19:30     | Atlas SLV-3 Agena-D | 7202          | 7202          | 7202          | LEO                   | Úspěšná   | Midas 11                                                                                    |
| 16. září 1966 17:59      | Atlas SLV-3 Agena-D | 7123          | 7123          | 7123          | LEO                   | Úspěšná   | KH-7 Gambit 4032                                                                            |
| 12. října 1966 19:15     | Atlas SLV-3 Agena-D | 7122          | 7122          | 7122          | LEO                   | Úspěšná   | KH-7 Gambit 4033                                                                            |
| 2. listopadu 1966 20:23  | Atlas SLV-3 Agena-D | 7124          | 7124          | 7124          | LEO                   | Úspěšná   | KH-7 Gambit 4034                                                                            |
| 2. prosince 1966 21:09   | Atlas SLV-3 Agena-D | 7125          | 7125          | 7125          | LEO                   | Úspěšná   | KH-7 Gambit 4035                                                                            |
| 2. února 1967 20:00      | Atlas SLV-3 Agena-D | 7126          | 7126          | 7126          | LEO                   | Úspěšná   | KH-7 Gambit 4036                                                                            |
| 22. května 1967 18:30    | Atlas SLV-3 Agena-D | 7127          | 7127          | 7127          | LEO                   | Úspěšná   | KH-7 Gambit 4037                                                                            |
| 4. června 1967 18:07     | Atlas SLV-3 Agena-D | 7128          | 7128          | 7128          | LEO                   | Úspěšná   | KH-7 Gambit 4038                                                                            |
| 15. června 1967 18:41    | Titan III(23)D      | 23D-1         | 23D-1         | 23D-1         | LEO                   | Úspěšná   | OPS-8709 (KH-9)                                                                             |
| 20. ledna 1972 18:36     | Titan III(23)D      | 23D-2         | 23D-2         | 23D-2         | LEO                   | Úspěšná   | OPS-1737 (KH-9) SSF-B-22                                                                    |
| 7. července 1972 17:46   | Titan III(23)D      | 23D-5         | 23D-5         | 23D-5         | LEO                   | Úspěšná   | OPS-7293 (KH-9) SSF-B-23                                                                    |
| 10. října 1972 18:03     | Titan III(23)D      | 23D-3         | 23D-3         | 23D-3         | LEO                   | Úspěšná   | OPS-8314 (KH-9) SSF-C-3                                                                     |
| 9. března 1973 21:00     | Titan III(23)D      | 23D-6         | 23D-6         | 23D-6         | LEO                   | Úspěšná   | OPS-8410 (KH-9)                                                                             |
| 13. června 1973 20:24    | Titan III(23)D      | 23D-7         | 23D-7         | 23D-7         | LEO                   | Úspěšná   | OPS-8261 (KH-9)                                                                             |
| 10. listopadu 1973 20:09 | Titan III(23)D      | 23D-8         | 23D-8         | 23D-8         | LEO                   | Úspěšná   | OPS-6630 (KH-9) SSF-B-24 SSF-C-4                                                            |
| 10. dubna 1973 20:20     | Titan III(23)D      | 23D-9         | 23D-9         | 23D-9         | LEO                   | Úspěšná   | OPS-6245 (KH-9) SSF-B-25 IRCB                                                               |
| 29. října 1974 19:30     | Titan III(23)D      | 23D-4         | 23D-4         | 23D-4         | LEO                   | Úspěšná   | OPS-7122 (KH-9) OPS-8452 (S3) SSF-B-26                                                      |
| 8. června 1975 18:30     | Titan III(23)D      | 23D-10        | 23D-10        | 23D-10        | LEO                   | Úspěšná   | OPS-6381 (KH-9) SSF-C-5                                                                     |
| 4. prosince 1975 20:38   | Titan III(23)D      | 23D-13        | 23D-13        | 23D-13        | LEO                   | Úspěšná   | OPS-4428 (KH-9) OPS-5547 (S3)                                                               |
| 8. července 1976 18:30   | Titan III(23)D      | 23D-14        | 23D-14        | 23D-14        | LEO                   | Úspěšná   | OPS-4699 (KH-9) OPS-3986 (S3) SSF-D-1                                                       |
| 19. prosince 1976 18:19  | Titan III(23)D      | 23D-15        | 23D-15        | 23D-15        | LEO                   | Úspěšná   | OPS-5705 (KH-11)                                                                            |
| 27. června 1977 18:30    | Titan III(23)D      | 23D-17        | 23D-17        | 23D-17        | LEO                   | Úspěšná   | OPS-4800 (KH-9)                                                                             |
| 16. března 1978 18:43    | Titan III(23)D      | 23D-20        | 23D-20        | 23D-20        | LEO                   | Úspěšná   | OPS-0460 (KH-9) SSF-D-2                                                                     |
| 14. června 1978 18:28    | Titan III(23)D      | 23D-18        | 23D-18        | 23D-18        | LEO                   | Úspěšná   | OPS-4515 (KH-11)                                                                            |
| 16. března 1979 18:30    | Titan III(23)D      | 23D-21        | 23D-21        | 23D-21        | LEO                   | Úspěšná   | OPS-3854 (KH-9) SSF-D-3                                                                     |
| 7. února 1980 21:10      | Titan III(23)D      | 23D-19        | 23D-19        | 23D-19        | LEO                   | Úspěšná   | OPS-2581 (KH-11)                                                                            |
| 18. června 1980 18:29    | Titan III(23)D      | 23D-16        | 23D-16        | 23D-16        | LEO                   | Úspěšná   | OPS-3123 (KH-9) SSF-C-6                                                                     |
| 3. září 1981 18:29       | Titan III(23)D      | 23D-22        | 23D-22        | 23D-22        | LEO                   | Úspěšná   | OPS-3984 (KH-11)                                                                            |
| 11. dubna 1982 18:45     | Titan III(23)D      | 23D-24        | 23D-24        | 23D-24        | LEO                   | Úspěšná   | OPS-5642 (KH-9) SSF-D-4                                                                     |
| 17. listopadu 1982 21:22 | Titan III(23)D      | 23D-23        | 23D-23        | 23D-23        | LEO                   | Úspěšná   | OPS-9627 (KH-11)                                                                            |
| 20. června 1983 18:45    | Titan 34D           | 4D-3          | 34D-5         | 34D-5         | LEO                   | Úspěšná   | OPS-0721 (KH-9) SSF-C-7                                                                     |
| 25. června 1984 18:43    | Titan 34D           | 4D-1          | 34D-4         | 34D-4         | LEO                   | Úspěšná   | USA-2 (KH-9) USA-3 (SSF-D)                                                                  |
| 4. prosince 1984 18:00   | Titan 34D           | 4D-4          | 34D-6         | 34D-6         | LEO                   | Úspěšná   | USA-6 (KH-11)                                                                               |
| 28. srpna 1985 21:20     | Titan 34D           | 4D-6          | 34D-7         | 34D-7         | LEO                   | Neúspěšná | KH-11                                                                                       |
| 18. dubna 1986 17:45     | Titan 34D           | 4D-2          | 34D-9         | 34D-9         | LEO                   | Neúspěšná | KH-9                                                                                        |
| 26. října 1987 21:32     | Titan 34D           | 4D-8          | 34D-15        | 34D-15        | LEO                   | Úspěšná   | USA-27 (KH-11)                                                                              |
| 6. listopadu 1988 18:03  | Titan 34D           | 4D-7          | 34D-14        | 34D-14        | LEO                   | Úspěšná   | USA-33 (KH-11)                                                                              |
| 8. března 1991 12:03     | Titan 4(403)A       | 45F-1         | 4A-5          | K-5           | LEO                   | Úspěšná   | USA-69 (Lacrosse)                                                                           |
| 8. listopadu 1991 07:07  | Titan 4(403)A       | 45F-2         | 4A-8          | K-8           | LEO                   | Úspěšná   | USA-72 (SLDCOM) USA-74 (NOSS) USA-76 (NOSS) USA-77 (NOSS)                                   |
| 28. listopadu 1992 21:34 | Titan 4(404)A       | 45J-1         | 4A-3          | K-3           | LEO                   | Úspěšná   | USA-86 (KH-12)                                                                              |
| 2. srpna 1993 19:59      | Titan 4(403)A       | 45F-9         | 4A-11         | K-11          | LEO                   | Neúspěšná | SLDCOM 3 x NOSS                                                                             |
| 5. prosince 1995 21:18   | Titan 4(404)A       | 45J-3         | 4A-15         | K-15          | LEO                   | Úspěšná   | USA-116 (KH-12)                                                                             |
| 12. května 1996 21:32    | Titan 4(403)A       | 45F-11        | 4A-22         | K-22          | LEO                   | Úspěšná   | USA-119 (SLDCOM) USA-120 (NOSS) USA-121 (NOSS) USA-122 (NOSS) USA-123 (TiPS) USA-124 (TiPS) |
| 20. prosince 1996 18:04  | Titan 4(404)A       | 45J-5         | 4A-13         | K-13          | LEO                   | Úspěšná   | USA-129 (KH-12)                                                                             |
| 24. listopadu 1997 02:32 | Titan 4(403)A       | 45F-3         | 4A-18         | K-18          | LEO                   | Úspěšná   | USA-133 (Lacrosse)                                                                          |
| 22. května 1999 09:36    | Titan 4(404)B       |               | 4B-12         | K-12          | LEO                   | Úspěšná   | USA-144 (Misty)                                                                             |
| 17. srpna 2000 23:45     | Titan 4(403)B       |               | 4B-28         | K-25          | LEO                   | Úspěšná   | USA-152 (Onyx)                                                                              |
| 5. října 2001 21:21      | Titan 4(404)B       |               | 4B-34         | K-34          | LEO                   | Úspěšná   | USA-161 (KH-12)                                                                             |
| 19. října 2005 18:05     | Titan 4(404)B       |               | 4B-26         | K-35          | LEO                   | Úspěšná   | USA-186 (KH-12)                                                                             |
| 29. září 2013 16:00      | Falcon 9 v1.1       | B1003         | B1003         | B1003         | Polární dráha         | Úspěšná   | CASSIOPE                                                                                    |
| 17. ledna 2016 18:42     | Falcon 9 v1.1       | B1017         | B1017         | B1017         | Heliosynchronní dráha | Úspěšná   | Jason-3                                                                                     |
| 14. ledna 2017 17:54     | F9 Block 3          | B1029.1       | B1029.1       | B1029.1       | Polární dráha         | Úspěšná   | Iridium NEXT 1-10                                                                           |
| 25. června 2017 20:25    | F9 Block 3          | B1036.1       | B1036.1       | B1036.1       | Polární dráha         | Úspěšná   | Iridium NEXT 11-20                                                                          |
| 24. srpna 2017           | F9 Block 3          | B1038.1       | B1038.1       | B1038.1       | Heliosynchronní dráha | Úspěšná   | Formosat-5                                                                                  |
| 9. října 2017            | F9 Block 4          | B1041.1       | B1041.1       | B1041.1       | Polární dráha         | Úspěšná   | Iridium NEXT 21-30                                                                          |
| 23. prosince 2017        | F9 Block 3          | B1036.2       | B1036.2       | B1036.2       | Polární dráha         | Úspěšná   | Iridium NEXT 31-40                                                                          |
| 22. února 2018           | F9 Block 3          | B1038.2       | B1038.2       | B1038.2       | Heliosynchronní dráha | Úspěšná   | Paz                                                                                         |
| 30. března 2018          | F9 Block 4          | B1041.2       | B1041.2       | B1041.2       | Polární dráha         | Úspěšná   | Iridium NEXT 41-50                                                                          |
| 22. května 2018          | F9 Block 4          | B1043.2       | B1043.2       | B1043.2       | Polární dráha         | Úspěšná   | Iridium NEXT 51-55 / GRACE-FO                                                               |
| 25. července 2018        | F9 Block 5          | B1048.1       | B1048.1       | B1048.1       | Polární dráha         | Úspěšná   | Iridium NEXT 56-65                                                                          |
| 8. října 2018            | F9 Block 5          | B1048.2       | B1048.2       | B1048.2       | Heliosynchronní dráha | Úspěšná   | SAOCOM 1A                                                                                   |
| 3. prosince 2018         | F9 Block 5          | B1046.3       | B1046.3       | B1046.3       | Heliosynchronní dráha | Úspěšná   | SSO-A                                                                                       |
| 11. ledna 2019           | F9 Block 5          | B1049.2       | B1049.2       | B1049.2       | Polární dráha         | Úspěšná   | Iridium NEXT 66-75                                                                          |
| 12. června 2019          | F9 Block 5          | B1051.2       | B1051.2       | B1051.2       | Heliosynchronní dráha | Úspěšná   | Radarsat Constellation                                                                      |

## SLC-4W

### Atlas-Agena
První start z rampy z PALC2-3 se uskutečnil 12. června 1963, při kterém raketa Atlas LV-3 Agena-D vynesla průzkumný satelit KH-7 Gambit. Celkem odtud odstartovalo dvanáct Atlasů, poslední 12. března 1965.

### Titan 3B
Následně byla rampa přestavěna také pro rakety Titan 3B. K prvnímu startu Titanu z SLC-4W došlo 29. července 1966. Celkem bylo provedeno sedmdesát startů této rakety a poslední Titan 3B odstartoval z rampy SLC-4W 12. února 1987.

### Titan 23G
Po odchodu Titanu 3B začal z rampy startovat Titan 23G. Provedl celkem dvanáct startů mezi 5. zářím 1988 a 18. říjnem 2003. Poté byla rampa deaktivována. SLC-4W byla také místem startu sondy Clementine, která jako jediná odstartovala k Měsíci z Vandenbergovy letecké základny. Byla použita raketa Titan 23G a ke startu došlo 25. ledna 1994.

### Přistávací plocha LZ-4
Společnost SpaceX podepsala v únoru 2015 pětiletou smlouvu o pronájmu rampy SLC-4W se záměrem přestavět ji na přistávací plošinu pro vertikální přistávání prvních stupňů raket Falcon 9 a Falcon Heavy. Hlavní konstrukce rampy byly zbourány v září 2014. K prvnímu přistání na Přistávací ploše 4 došlo 8. října 2018 při misi SAOCOM 1A.

### Seznam letů z SLC-4W
| Datum a čas (GMT)       | Raketa               | Sériové číslo | Sériové číslo | Cílová dráha | Mise      | Náklad               |
| ----------------------- | -------------------- | ------------- | ------------- | ------------ | --------- | -------------------- |
| 12. července 1963 20:46 | Atlas LV-3 Agena-D   | 201D          | 201D          | LEO          | Úspěšná   | KH-7 Gambit 4001     |
| 5. září 1963 19:30      | Atlas LV-3 Agena-D   | 212D          | 212D          | LEO          | Úspěšná   | KH-7 Gambit 4002     |
| 25. října 1963 18:59    | Atlas LV-3 Agena-D   | 224D          | 224D          | LEO          | Úspěšná   | KH-7 Gambit 4003     |
| 18. prosince 1963 21:45 | Atlas LV-3 Agena-D   | 227D          | 227D          | LEO          | Úspěšná   | KH-7 Gambit 4004     |
| 2. února 1964 18:59     | Atlas LV-3 Agena-D   | 285D          | 285D          | LEO          | Úspěšná   | KH-7 Gambit 4005     |
| 11. března 1964 20:14   | Atlas LV-3 Agena-D   | 296D          | 296D          | LEO          | Úspěšná   | KH-7 Gambit 4006     |
| 23. dubna 1964 16:19    | Atlas LV-3 Agena-D   | 351D          | 351D          | LEO          | Úspěšná   | KH-7 Gambit 4007     |
| 19. května 1964 19:21   | Atlas LV-3 Agena-D   | 350D          | 350D          | LEO          | Úspěšná   | KH-7 Gambit 4008     |
| 6. července 1964 18:51  | Atlas LV-3 Agena-D   | 352D          | 352D          | LEO          | Úspěšná   | KH-7 Gambit 4009     |
| 14. srpna 1964 22:00    | Atlas LV-3 Agena-D   | 7101          | 7101          | LEO          | Úspěšná   | KH-7 Gambit 4010     |
| 23. září 1964 20:06     | Atlas LV-3 Agena-D   | 7102          | 7102          | LEO          | Úspěšná   | KH-7 Gambit 4011     |
| 23. října 1964 18:30    | Atlas LV-3 Agena-D   | 353D          | 353D          | LEO          | Úspěšná   | KH-7 Gambit 4013     |
| 23. ledna 1965 20:09    | Atlas SLV-3 Agena-D  | 7106          | 7106          | LEO          | Úspěšná   | KH-7 Gambit 4015     |
| 12. března 1965 19:25   | Atlas SLV-3 Agena-D  | 7104          | 7104          | LEO          | Úspěšná   | KH-7 Gambit 4016     |
| 29. července 1966 18:43 | Titan 3B             | 3B-1          | 4751          | LEO          | Úspěšná   | OPS-3014 (KH-8)      |
| 28. září 1966 19:12     | Titan 3B             | 3B-2          |               | LEO          | Úspěšná   | OPS-4096 (KH-8)      |
| 14. prosince 1966 18:14 | Titan 3B             | 3B-3          |               | LEO          | Úspěšná   | OPS-8968 (KH-8)      |
| 24. února 1967 19:55    | Titan 3B             | 3B-4          |               | LEO          | Úspěšná   | OPS-4204 (KH-8)      |
| 26. dubna 1967 18:00    | Titan 3B             | 3B-5          |               | LEO          | Neúspěšná | OPS-4243 (KH-8)      |
| 20. června 196716:19    | Titan 3B             | 3B-8          |               | LEO          | Úspěšná   | OPS-4282 (KH-8)      |
| 16. srpna 1967 17:02    | Titan 3B             | 3B-9          |               | LEO          | Úspěšná   | OPS-4886 (KH-8)      |
| 19. září 1967 18:28     | Titan 3B             | 3B-10         |               | LEO          | Úspěšná   | OPS-4941 (KH-8)      |
| 25. října 1967 19:15    | Titan 3B             | 3B-11         |               | LEO          | Úspěšná   | OPS-4995 (KH-8)      |
| 5. prosince 1967 18:45  | Titan 3B             | 3B-12         |               | LEO          | Úspěšná   | OPS-5000 (KH-8)      |
| 18. ledna 1968 19:04    | Titan 3B             | 3B-13         |               | LEO          | Úspěšná   | OPS-5028 (KH-8)      |
| 13. března 1968 19:55   | Titan 3B             | 3B-14         |               | LEO          | Úspěšná   | OPS-5057 (KH-8)      |
| 7. dubna 1968 17:00     | Titan 3B             | 3B-15         |               | LEO          | Úspěšná   | OPS-5105 (KH-8)      |
| 5. června 1968 17:31    | Titan 3B             | 3B-16         |               | LEO          | Úspěšná   | OPS-5138 (KH-8)      |
| 6. srpna 1968 16:33     | Titan 3B             | 3B-17         |               | LEO          | Úspěšná   | OPS-5187 (KH-8)      |
| 10. září 1968 18:30     | Titan 3B             | 3B-18         |               | LEO          | Úspěšná   | OPS-5247 (KH-8)      |
| 6. listopadu 1968 19:10 | Titan 3B             | 3B-19         |               | LEO          | Úspěšná   | OPS-5296 (KH-8)      |
| 4. prosince 1968 19:23  | Titan 3B             | 3B-20         |               | LEO          | Úspěšná   | OPS-6518 (KH-8)      |
| 22. ledna 1969 19:10    | Titan 3B             | 3B-6          |               | LEO          | Úspěšná   | OPS-7585 (KH-8)      |
| 4. března 1969 19:30    | Titan 3B             | 3B-7          |               | LEO          | Úspěšná   | OPS-4248 (KH-8)      |
| 15. dubna 1969 17:30    | Titan 3B             | 3B-21         |               | LEO          | Úspěšná   | OPS-5310 (KH-8)      |
| 3. června 1969 16:49    | Titan 3B             | 3B-22         |               | LEO          | Úspěšná   | OPS-1077 (KH-8)      |
| 23. srpna 1969 16:00    | Titan 23B            | 23B-1         | 3B-23         | LEO          | Úspěšná   | OPS-7807 (KH-8A)     |
| 14. října 1969 18:10    | Titan 23B            | 23B-2         | 3B-24         | LEO          | Úspěšná   | OPS-8455 (KH-8A)     |
| 14. ledna 1970 18:43    | Titan 23B            | 23B-3         | 3B-24         | LEO          | Úspěšná   | OPS-6531 (KH-8A)     |
| 15. dubna 1970 15:52    | Titan 23B            | 23B-4         | 3B-26         | LEO          | Úspěšná   | OPS-2863 (KH-8A)     |
| 25. června 1970 14:50   | Titan 23B            | 23B-5         | 3B-27         | LEO          | Úspěšná   | OPS-6820 (KH-8A)     |
| 18. srpna 1970 14:45    | Titan 23B            | 23B-6         | 3B-28         | LEO          | Úspěšná   | OPS-7874 (KH-8A)     |
| 23. října 1970 17:40    | Titan 23B            | 23B-7         | 3B-29         | LEO          | Úspěšná   | OPS-7568 (KH-8A)     |
| 21. ledna 1971 18:28    | Titan 23B            | 23B-8         | 3B-30         | LEO          | Úspěšná   | OPS-7776 (KH-8A)     |
| 21. března 1971 03:45   | Titan III(33)B       | 33B-1         | 3B-36         | Molniya      | Úspěšná   | OPS-4788 (Jumpseat)  |
| 22. dubna 1971 15:30    | Titan 23B            | 23B-9         | 3B-31         | LEO          | Úspěšná   | OPS-7899 (KH-8A)     |
| 12. srpna 1971 15:30    | Titan 24B            | 24B-1         | 3B-32         | LEO          | Úspěšná   | OPS-8607 (KH-8A)     |
| 23. října 1971 17:16    | Titan 24B            | 24B-2         | 3B-33         | LEO          | Úspěšná   | OPS-7616 (KH-8A)     |
| 16. února 1972 09:59    | Titan III(33)B       | 33B-2         | 3B-37         | Molniya      | Neúspěšná | OPS-1844 (Jumpseat)  |
| 17. března 1972 17:00   | Titan 24B            | 24B-3         | 3B-34         | LEO          | Úspěšná   | OPS-1678 (KH-8A)     |
| 20. května 1972 15:30   | Titan 24B            | 24B-4         | 3B-35         | LEO          | Neúspěšná | OPS-6574 (KH-8A)     |
| 1. září 1972 17:44      | Titan 24B            | 24B-5         | 3B-39         | LEO          | Úspěšná   | OPS-8888 (KH-8A)     |
| 21. prosince 1972 17:45 | Titan 24B            | 24B-6         | 3B-40         | LEO          | Úspěšná   | OPS-3978 (KH-8A)     |
| 16. května 1973 16:40   | Titan 24B            | 24B-7         | 3B-41         | LEO          | Úspěšná   | OPS-2093 (KH-8A)     |
| 26. června 1973 17:00   | Titan 24B            | 24B-9         | 3B-43         | LEO          | Neúspěšná | OPS-4018 (KH-8A)     |
| 21. srpna 1973 16:07    | Titan III(33)B       | 33B-3         | 3B-38         | Molniya      | Úspěšná   | OPS-7724 (Jumpseat)  |
| 27. září 1973 17:15     | Titan 24B            | 24B-8         | 3B-42         | LEO          | Úspěšná   | OPS-6275 (KH-8A)     |
| 13. února 1974 18:00    | Titan 24B            | 24B-10        | 3B-44         | LEO          | Úspěšná   | OPS-6889 (KH-8A)     |
| 6. června 1974 16:30    | Titan 24B            | 24B-11        | 3B-45         | LEO          | Úspěšná   | OPS-1776 (KH-8A)     |
| 14. srpna 1974 15:35    | Titan 24B            | 24B-12        | 3B-46         | LEO          | Úspěšná   | OPS-3004 (KH-8A)     |
| 10. března 1975 04:41   | Titan 34B            | 34B-1         | 3B-50         | Molniya      | Úspěšná   | OPS-2439 (Jumpseat)  |
| 18. dubna 1975 16:48    | Titan 24B            | 24B-14        | 3B-48         | LEO          | Úspěšná   | OPS-4883 (KH-8A)     |
| 9. října 1975 19:15     | Titan 24B            | 24B-13        | 3B-47         | LEO          | Úspěšná   | OPS-5499 (KH-8A)     |
| 22. března 1976 18:14   | Titan 24B            | 24B-18        | 3B-52         | LEO          | Úspěšná   | OPS-7600 (KH-8A)     |
| 2. června 1976 20:56    | Titan 34B            | 34B-5         | 3B-55         | Molniya      | Úspěšná   | OPS-7837 (SDS)       |
| 6. srpna 1976 22:21     | Titan 34B            | 34B-6         | 3B-56         | Molniya      | Úspěšná   | OPS-7940 (SDS)       |
| 15. září 1976 18:50     | Titan 24B            | 24B-17        | 3B-51         | LEO          | Úspěšná   | OPS-8533 (KH-8A)     |
| 13. března 1977 18:41   | Titan 24B            | 24B-19        | 3B-54         | LEO          | Úspěšná   | OPS-4915 (KH-8A)     |
| 23. září 1977 18:34     | Titan 24B            | 24B-23        | 3B-58         | LEO          | Úspěšná   | OPS-7471 (KH-8A)     |
| 25. února 1978 05:00    | Titan 34B            | 34B-2         | 3B-49         | Molniya      | Úspěšná   | OPS-6031 (Jumpseat)  |
| 5. srpna 1978 05:00     | Titan 34B            | 34B-7         | 3B-57         | Molniya      | Úspěšná   | OPS-7310 (SDS)       |
| 28. května 1979 18:14   | Titan 24B            | 24B-25        | 3B-61         | LEO          | Úspěšná   | OPS-7164 (KH-8A)     |
| 13. prosince 1980 16:04 | Titan 34B            | 34B-3         | 3B-53         | Molniya      | Úspěšná   | OPS-5805 (SDS)       |
| 28. února 1981 19:15    | Titan 24B            | 24B-24        | 3B-59         | LEO          | Úspěšná   | OPS-1166 (KH-8A)     |
| 24. dubna 1981 21:32    | Titan 34B            | 34B-8         | 3B-60         | Molniya      | Neúspěšná | OPS-7225 (Jumpseat)  |
| 21. ledna 1982 19:36    | Titan 24B            | 24B-26        | 3B-62         | LEO          | Úspěšná   | OPS-2849 (KH-8A HB)  |
| 15. dubna 1983 18:45    | Titan 24B            | 24B-27        | 3B-63         | LEO          | Úspěšná   | OPS-2925 (KH-8A)     |
| 31. července 1983 15:41 | Titan 34B            | 34B-9         | 3B-65         | Molniya      | Úspěšná   | OPS-7304 (Jumpseat)  |
| 17. dubna 1984 18:45    | Titan 24B            | 24B-28        | 3B-67         | LEO          | Úspěšná   | OPS-8424 (KH-8A)     |
| 28. srpna 1984 18:03    | Titan 34B            | 34B-4         | 3B-64         | Molniya      | Úspěšná   | USA-4 (SDS)          |
| 8. února 1985 06:10     | Titan 34B            | 34B-10        | 3B-69         | Molniya      | Úspěšná   | USA-9 (SDS)          |
| 1. února 1987 06:40     | Titan 34B            | 34B-51        | 3B-66         | Molniya      | Úspěšná   | USA-21 (SDS)         |
| 5. září 1988 09:25      | Titan 23G            | 23G-1         | B-56          | LEO          | Úspěšná   | USA-32 (Bernie)      |
| 6. září 1989 01:49      | Titan 23G            | 23G-2         | B-99          | LEO          | Úspěšná   | USA-45 (Bernie)      |
| 25. dubna 1992 08:53    | Titan 23G            | 23G-3         | B-102         | LEO          | Úspěšná   | USA-81 (Bernie)      |
| 5. října 1993 17:56     | Titan 23G/Star-37XFP | 23G-5         | B-65          | LEO          | Neúspěšná | Landsat 6            |
| 25. ledna 1994 16:34    | Titan 23G            | 23G-11        | B-67          | LEO          | Úspěšná   | Clementine DSPSE-ISA |
| 4. dubna 1997 16:47     | Titan 23G/Star-37S   | 23G-6         | B-106         | LEO          | Úspěšná   | USA-131 (DMSP)       |
| 13. května 1998 15:52   | Titan 23G/Star-37XFP | 23G-12        | B-72          | LEO          | Úspěšná   | NOAA-15              |
| 20. června 1999 02:15   | Titan 23G            | 23G-7         | B-75          | LEO          | Úspěšná   | QuickSCAT            |
| 12. prosince 1999 17:38 | Titan 23G/Star-37XFP | 23G-8         | B-44          | LEO          | Úspěšná   | USA-147 (DMSP)       |
| 21. září 10:22          | Titan 23G/Star-37XFP | 23G-13        | B-39          | LEO          | Úspěšná   | NOAA-16              |
| 24. června 2002 18:23   | Titan 23G/Star-37XFP | 23G-14        | B-92          | LEO          | Úspěšná   | NOAA-17              |
| 6. ledna 2003 14:19     | Titan 23G            | 23G-4         | B-72          | LEO          | Úspěšná   | Coriolis             |
| 18. října 2003 16:17    | Titan 23G/Star-37XFP | 23G-9         | B-107         | LEO          | Úspěšná   | USA-172 (DMSP)       |